# Château de Friedeburg
Le château fort de Friedeburg est un château fort du Moyen Âge tardif, dont on peut encore voir les ruines à Friedeburg, dans l’arrondissement de Wittmund en Basse-Saxe.

## Histoire
Edon Wiemken l'Ancien (de) († 1415), un hobereau du pays d'Östringen et de Rüstringen, seigneur en Bant et en Wangerland, fit édifier ce château en 1359 par Fredon ou Fredericus de Wangern, au milieu des terres des seigneurs de Kankena, au bord de la voie frisonne. À la mort d'Edon Wiemken, ce château échut à son cousin Sibeth Papinga. Cette maison forte au multiples tours défensives, édifiée sur un remblai peu élevé, devint au fil des siècles suivants l'une des places-fortes les plus importantes de la Frise orientale, et elle permit de défendre le Sud du pays contre les tentatives d'annexion des comtes d'Oldenbourg.
Le château était défendu par des douves et un pont-levis. Loin de pacifier le pays, le « Friedeburg » devint l'abcès de fixation de tous les combats opposant les princes de Frise aux états voisins (Oldenbourg, Groningue, Saxe et Brunswick), et fut assiégé à de nombreuses reprises. Il fut occupé par les Suédois au cours de la guerre de Trente Ans puis finalement rasé en 1763 sur ordre de Frédéric le Grand.
On a édifié en 1775 un moulin à vent à son emplacement, qui fut démoli définitivement en 1981. À cet emplacement (celui de l'ancien donjon précisément), la communauté urbaine de Friedeburg a fait installer un belvédère d'où l'on peut observer toute la plaine environnante.
Depuis 2002, une maquette rappelle le plan de l'ancien château et la position des différents édifices par rapport aux ruines qui subsistent.

## Voir également
- (de) Le château de Friedeburg (Friedeburg) sur le Site web du Service fédéral du Patrimoine militaire médiéval
- Reconstitution graphique de l'état initial